# Трансверзални талас
Трансверзални таласи су они таласи при чијем се преношењу кроз одређену средину честице које је сачињавају осцилују у правцу нормалном на правац простирања таласа.

## Карактеристике
Трансверзални таласи имају одлику да се, за разлику од лонгитудиналних, могу простирати само у чврстим срединама. То се објашњава чињеницом да за разлику од течне и гасовите средине чврста има изражена еластична својства неопходна за простирање тих таласа. Постоји могућност да се они простиру и кроз течну средину, али само на површини течности, где улогу еластичне силе преузима површински напон. Такви таласи су комбинација лонгитудиналних и трансверзалних.

## Илустрације
На следећим сликама приказани су неки трансверзални таласи:
- Раван трансверзални талас
- Трансверзални талас (цилиндричан или сферни)